# Hulausjärvi
Hulausjärvi är en del av sjön Pyhäjärvi. Den ligger i landskapet Birkaland. Hulausjärvi ligger 77,2 meter över havet. I omgivningarna runt Hulausjärvi växer i huvudsak blandskog.